# Tom Pettersson
Tom Pettersson (Trollhättan, 1990. március 25. –) svéd korosztályos válogatott labdarúgó, a Mjällby hátvédje.

## Pályafutása

### Klubcsapatokban
Pettersson a svédországi Trollhättan városában született. Az ifjúsági pályafutását a helyi Trollhättans akadémiájánál kezdte.
2007-ben mutatkozott be a Trollhättan harmadosztályban szereplő felnőtt csapatában. A 2008-as szezonban feljutottak a Superettanba. 2012 januárjában az első osztályban érdekelt Åtvidaberghez igazolt. A 2013–14-es szezonban a belga OH Leuven csapatát erősítette kölcsönben. 2015-ben a Göteborghoz szerződött. Először a 2015. április 5-ei, Åtvidaberg elleni mérkőzés 88. percében Jakob Ankersen cseréjeként lépett pályára. Első gólját 2015. április 27-én, a Helsingborg ellen 3–1-re megnyert találkozón szerezte. 2017 januárjában az Östersundshoz csatlakozott.
2020. január 1-jén az észak-amerikai első osztályban szereplő Cincinnati csapatához igazolt. 2020. július 12-én, a Columbus Crew ellen 4–0-ra elvesztett mérkőzésen debütált a klub színeiben. 2021 augusztusában 1½ éves szerződést kötött a norvég Lillestrøm együttesével. Először a 2021. augusztus 8-ai, Sandefjord elleni találkozón lépett pályára. Első gólját 2021. augusztus 28-án, a Mjøndalen ellen 2–1-re megnyert mérkőzésen szerezte. 2023. január 8-án a Mjällby szerződtette.

### A válogatottban
Pettersson az U19-es és U21-es korosztályokban is képviselte Svédországot.
2012-ben debütált az U21-es válogatottban. Először 2012. augusztus 25-én, Románia ellen 2–0-ra elvesztett barátságos mérkőzésen lépett pályára.

## Statisztikák
2022. november 13. szerint
| Klub                   | Szezon   | Osztály          | Bajnokság | Bajnokság | Kupa  | Kupa | Nemzetközi | Nemzetközi | Összesen | Összesen |
| Klub                   | Szezon   | Osztály          | Meccs     | Gól       | Meccs | Gól  | Meccs      | Gól        | Meccs    | Gól      |
| ---------------------- | -------- | ---------------- | --------- | --------- | ----- | ---- | ---------- | ---------- | -------- | -------- |
| Trollhättan            | 2007     | Division 1 Södra | 8         | 0         | 0     | 0    | —          | —          | 8        | 0        |
| Trollhättan            | 2008     | Division 1 Södra | 16        | 0         | 0     | 0    | —          | —          | 16       | 0        |
| Trollhättan            | 2009     | Superettan       | 27        | 0         | 1     | 0    | —          | —          | 28       | 0        |
| Trollhättan            | 2010     | Superettan       | 27        | 2         | 3     | 1    | —          | —          | 30       | 3        |
| Trollhättan            | 2011     | Division 1 Södra | 23        | 4         | 2     | 0    | —          | —          | 25       | 4        |
| Trollhättan            | Összesen | Összesen         | 101       | 6         | 6     | 1    | 0          | 0          | 107      | 7        |
| Åtvidaberg             | 2012     | Allsvenskan      | 21        | 2         | 1     | 1    | —          | —          | 22       | 3        |
| Åtvidaberg             | 2013     | Allsvenskan      | 13        | 1         | 0     | 0    | —          | —          | 13       | 1        |
| Åtvidaberg             | 2014     | Allsvenskan      | 16        | 1         | 0     | 0    | —          | —          | 16       | 1        |
| Åtvidaberg             | Összesen | Összesen         | 50        | 4         | 1     | 1    | 0          | 0          | 51       | 5        |
| OH Leuven (kölcsönben) | 2013–14  | Jupiler League   | 23        | 3         | 0     | 0    | —          | —          | 23       | 3        |
| Göteborg               | 2015     | Allsvenskan      | 25        | 1         | 4     | 2    | 3          | 0          | 32       | 3        |
| Göteborg               | 2016     | Allsvenskan      | 19        | 2         | 1     | 1    | 7          | 0          | 27       | 3        |
| Göteborg               | Összesen | Összesen         | 44        | 3         | 5     | 3    | 10         | 0          | 59       | 6        |
| Östersund              | 2017     | Allsvenskan      | 25        | 0         | 3     | 1    | —          | —          | 22       | 3        |
| Östersund              | 2018     | Allsvenskan      | 28        | 2         | 4     | 1    | 14         | 1          | 46       | 4        |
| Östersund              | 2019     | Allsvenskan      | 23        | 1         | 3     | 0    | —          | —          | 26       | 1        |
| Östersund              | Összesen | Összesen         | 76        | 3         | 10    | 2    | 14         | 1          | 100      | 6        |
| Cincinnati             | 2020     | MLS              | 16        | 0         | 0     | 0    | —          | —          | 16       | 0        |
| Cincinnati             | 2021     | MLS              | 4         | 0         | 0     | 0    | —          | —          | 4        | 0        |
| Cincinnati             | Összesen | Összesen         | 20        | 0         | 0     | 0    | 0          | 0          | 20       | 0        |
| Lillestrøm             | 2021     | Eliteserien      | 17        | 3         | 1     | 0    | —          | —          | 18       | 3        |
| Lillestrøm             | 2022     | Eliteserien      | 16        | 3         | 3     | 1    | 4          | 0          | 23       | 4        |
| Lillestrøm             | Összesen | Összesen         | 33        | 6         | 4     | 1    | 4          | 0          | 41       | 7        |
| Összesen               | Összesen | Összesen         | 347       | 25        | 26    | 8    | 28         | 1          | 401      | 34       |

## Fordítás
Ez a szócikk részben vagy egészben  a   Tom Pettersson című angol Wikipédia-szócikk fordításán alapul.  Az eredeti cikk szerkesztőit annak laptörténete sorolja fel. Ez a jelzés csupán a megfogalmazás eredetét és a szerzői jogokat jelzi, nem szolgál a cikkben szereplő információk forrásmegjelöléseként.